# Aix (Fluss)
Die Aix (im Oberlauf: Font d’Aix) ist ein linker Nebenfluss der Loire in Frankreich, der im Département Loire in der Region Auvergne-Rhône-Alpes verläuft. 

## Flusslauf
Die Aix entspringt knapp außerhalb des Regionalen Naturparks Livradois-Forez, im Gemeindegebiet von Chausseterre, entwässert generell in südöstlicher Richtung und mündet nach rund 50 Kilometern im Gemeindegebiet von Saint-Georges-de-Baroille in die Loire.

## Orte am Fluss
- Chausseterre
- Saint-Romain-d’Urfé
- Juré
- Grézolles
- Saint-Germain-Laval
- Pommiers
- Saint-Georges-de-Baroille